# Vaðlar
Vaðlar är ett berg i republiken Island. Det ligger i regionen Austurland, 400 km öster om huvudstaden Reykjavík. Toppen på Vaðlar är 744 meter över havet, eller 72 meter över den omgivande terrängen. Bredden vid basen är 7,8 km.
Trakten runt Vaðlar är nära nog obefolkad, med mindre än två invånare per kvadratkilometer. Det finns inga samhällen i närheten. Trakten runt Vaðlar består i huvudsak av gräsmarker.